# Dopatge als Jocs Olímpics

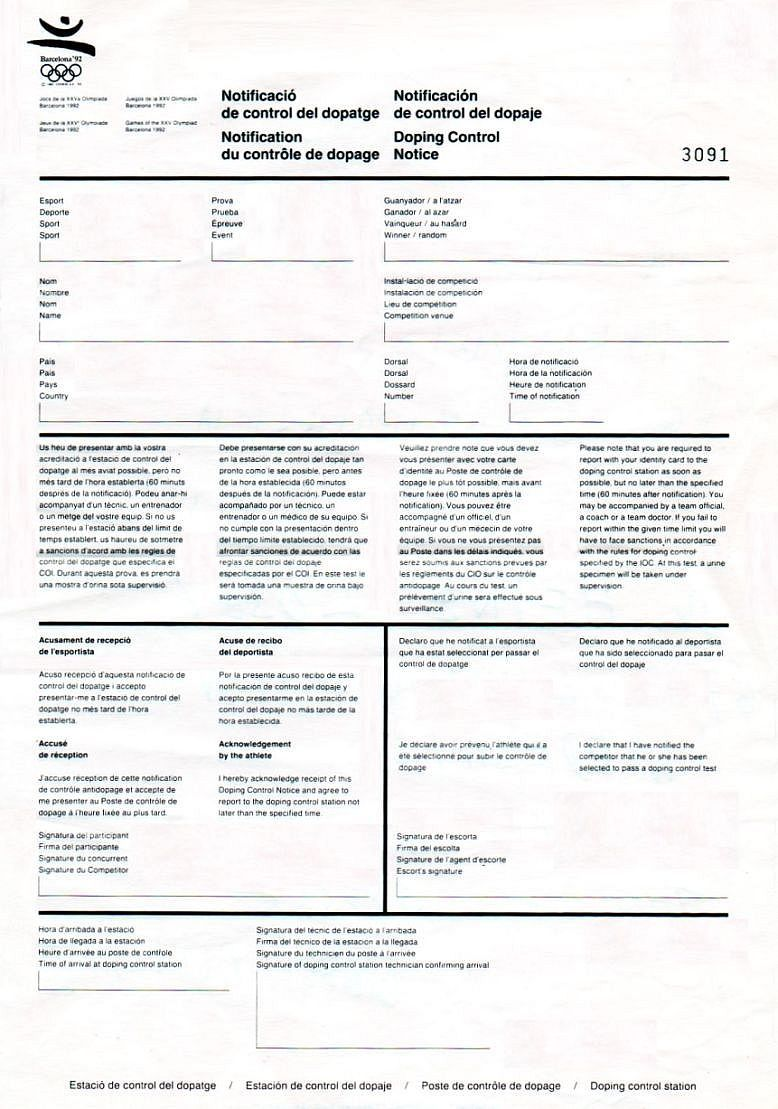
Formulari de notificació d'un control de dopatge dels Jocs Olímpics de Barcelona 1992

Les proves antidopatge foren introduïdes pel Comitè Olímpic Internacional (COI) als Jocs Olímpics en l'edició de 1968 realitzada a Ciutat de Mèxic (Mèxic).
Aquests controls s'han convertit en un règim de control sistemàtic de tots els atletes, els quals estan obligats a acceptar. Les proves per tal de detectar qualsevol millora de rendiment no natural inclouen anàlisis de sang i orina.
Des de 1999 l'organisme amb autoritat sobre l'ús de drogues que augmenten el rendiment és l'Agència Mundial Antidopatge (AMA). Aquesta organització supervisa les proves dels atletes de diverses federacions esportives i dels Jocs Olímpics. Amb la millora dels fàrmacs de millora del rendiment per part dels seus creadors, els quals aconsegueixen augmentar la potència de l'atleta, la seva complexitat i, per tant, la seva més difícil detecció, l'AMA inverteix un gran nombre de diners per tal d'arribar a detectar totes les noves formes d'aquests fàrmacs.

## Casos famosos
Al llarg de la història, el Comitè Olímpic Internacional ha sancionat 72 esportistes per haver donat positiu en un d'aquests tests, sent el cas de més renom el protagonitzat pel canadenc Ben Johnson en els Jocs Olímpics d'Estiu de 1988 celebrats a Seül (Corea del Sud), on fou desposseït de la medalla d'or després de descobrir-se el seu frau esportiu en la victòria aconseguida als 100 metres llisos. Després de retornar a l'activitat esportiva després de dos anys de sanció imposada pel COI novament donà positiu en una altra prova, sent sancionat en aquell moment de per vida en qualsevol competició esportiva.
En els Jocs Olímpics d'Estiu de 2004 realitzats a Atenes (Grècia), el llançador de martell hongarès Adrian Annus, vencedor en aquesta categoria, donà negatiu en dues mostres d'orina però en observar una possible manipulació d'aquestes mostres els jutges demanaren una tercera mostra. En negar-se l'atleta a realitzar-la li fou retirada la medalla i fou considerat culpable de dopatge.

## Dopatge als Jocs

### Jocs Olímpics d'estiu

#### Ciutat de Mèxic 1968
| Nom                    | CON    | Esport          | Substància prohibida | Medalla |
| ---------------------- | ------ | --------------- | -------------------- | ------- |
| Hans-Gunnar Liljenwall | Suècia | Pentatló modern | Etanol               | (Equip) |

#### Múnic 1972
| Nom                 | CON           | Esport       | Substància prohibida | Medalla                     |
| ------------------- | ------------- | ------------ | -------------------- | --------------------------- |
| Bakhaavaa Buidaa    | Mongòlia      | Judo         | Cafeïna              | (71 kg)                     |
| Miguel Coll         | Puerto Rico   | Bàsquet      | Efedrina             |                             |
| Rick DeMont         | Estats Units  | Natació      | Efedrina             | (400 m lliures)             |
| Jaime Huelamo       | Espanya       | Ciclisme     | Coramina             | (prova en ruta)             |
| Walter Legel        | Àustria       | Halterofília | Amfetamina           |                             |
| Mohammadreza Nasehi | Iran          | Halterofília | Efedrina             |                             |
| Aad van der Hoeck   | Països Baixos | Ciclisme     | Coramina             | (Contrarellotge per equips) |

#### Mont-real 1976
| Nom                | CON            | Esport       | Substància prohibida     | Medalla   |
| ------------------ | -------------- | ------------ | ------------------------ | --------- |
| Blagoi Blagoev     | Bulgària       | Halterofília | Esteroides anabolitzants | (82.5 kg) |
| Marc Cameron       | Estats Units   | Halterofília | Esteroides anabolitzants |           |
| Paul Cerutti       | Mònaco         | Tir          | Amfetamina               |           |
| Dragomir Ciorosian | Romania        | Halterofília | Fencanfamina             |           |
| Philippe Grippaldi | Estats Units   | Halterofília | Esteroides anabolitzants |           |
| Zbigniew Kaczmarek | Polònia        | Halterofília | Esteroides anabolitzants | (67.5 kg) |
| Valentin Khristov  | Bulgària       | Halterofília | Esteroides anabolitzants | (100 kg)  |
| Lorne Liebel       | Canadà         | Vela         | Fenilpropanolamina       |           |
| Arne Norrback      | Suècia         | Halterofília | Esteroides anabolitzants |           |
| Peter Pavlasek     | Txecoslovàquia | Halterofília | Esteroides anabolitzants |           |
| Danuta Rosani      | Polònia        | Atletisme    | Esteroides anabolitzants |           |

#### Moscou 1980
No es detectaren casos de dopatge en aquests Jocs

#### Los Angeles 1984
| Nom                   | CON       | Esport       | Substància prohibida | Medalla                        |
| --------------------- | --------- | ------------ | -------------------- | ------------------------------ |
| S. Grammatikopoulos   | Grècia    | Halterofília | Nandrolona           |                                |
| Vésteinn Hafsteinsson | Islàndia  | Atletisme    | Nandrolona           | Llançament de disc             |
| Tomas Johansson       | Suècia    | Lluita       | Metenolona           | (Lluita Greco-romana + 100 kg) |
| Stefan Laggner        | Àustria   | Halterofília | Nandrolona           |                                |
| Goran Petersson       | Suècia    | Halterofília | Nandrolona           |                                |
| Eiji Shimomura        | Japó      | Voleibol     | Testosterona         |                                |
| Mikiyasu Tanaka       | Japó      | Voleibol     | Efedrina             |                                |
| Ahmed Tarbi           | Algèria   | Halterofília | Nandrolona           |                                |
| Mahmud Tarha          | Líban     | Halterofília | Nandrolona           |                                |
| Gianpaolo Urlando     | Itàlia    | Atletisme    | Testosterona         |                                |
| Martti Vainio         | Finlàndia | Atletisme    | Metenolona           | (10.000 m)                     |
| Anna Verouli          | Grècia    | Atletisme    | Nandrolona           | Llançament de javelina         |

#### Seül 1988
| Nom              | CON        | Esport          | Substància prohibida | Medalla   |
| ---------------- | ---------- | --------------- | -------------------- | --------- |
| Alidad           | Afganistan | Lluita          | Furosemida           |           |
| Kerrith Brown    | Regne Unit | Judo            | Furosemida           |           |
| Kalman Csengeri  | Hongria    | Halterofília    | Stanozolol           |           |
| Mitko Grablev    | Bulgària   | Halterofília    | Furosemida           | (56 kg)   |
| Angell Guenchev  | Bulgària   | Halterofília    | Furosemida           | (67.5 kg) |
| Ben Johnson      | Canadà     | Atletisme       | Stanozolol           | (100 m)   |
| Fernando Mariaca | Espanya    | Halterofília    | Pemolina             |           |
| Jorge Quesada    | Espanya    | Pentatló modern | Propanolol           |           |
| Andor Szanyi     | Hongria    | Halterofília    | Stanozolol           | (100 kg)  |
| Alexander Watson | Austràlia  | Pentatló modern | Cafeïna              |           |

#### Barcelona 1992
| Nom                | CON             | Esport    | Substància prohibida | Medalla |
| ------------------ | --------------- | --------- | -------------------- | ------- |
| Madina Biktagirova | Equip Unificat  | Atletisme | Fenilpropanolamina   |         |
| Bonnie Dasse       | Estats Units    | Atletisme | Clembuterol          |         |
| Jud Logan          | Estats Units    | Atletisme | Clembuterol          |         |
| Nijole Medvedeva   | Lituània        | Atletisme | Mesocarde            |         |
| Wu Dan             | R.P. de la Xina | Voleibol  | Estricnina           |         |

#### Atlanta 1996
| Nom                  | CON      | Esport    | Substància prohibida | Medalla |
| -------------------- | -------- | --------- | -------------------- | ------- |
| Iva Prandzheva       | Bulgària | Atletisme | Metadienona          |         |
| Nataliaa Xekhodanova | Rússia   | Atletisme | Stanozolol           |         |

#### Sydney 2000
| Nom                   | CON          | Esport       | Substància prohibida               | Medalla                                                                   |
| --------------------- | ------------ | ------------ | ---------------------------------- | ------------------------------------------------------------------------- |
| Fritz Aanes           | Noruega      | Lluita       | Norandrosterona i noretiochdandona |                                                                           |
| Ashot Danielyan       | Armènia      | Halterofília | Stanozolol                         | (105 kg)                                                                  |
| Izabela Dragneva      | Bulgària     | Halterofília | Furosemida                         | (48 kg)                                                                   |
| Stian Grimseth        | Noruega      | Halterofília | Nandrolona                         |                                                                           |
| Ivan Ivanov           | Bulgària     | Halterofília | Furosemida                         | (56 kg)                                                                   |
| Alexander Leipold     | Alemanya     | Lluita       | Nandrolona                         | (76 kg)                                                                   |
| Sevdalin Minchev      | Bulgària     | Halterofília | Furosemida                         | (62 kg)                                                                   |
| Oyunbileg Purevbaatar | Mongòlia     | Lluita       | Furosemida                         |                                                                           |
| Andreea Răducan       | Romania      | Gimnàstica   | Seudoefedrina                      | (prova individual)                                                        |
| Andris Reinholds      | Letònia      | Rem          | Nandrolona                         |                                                                           |
| Antonio Pettigrew     | Estats Units | Atletisme    | EPO i somatotropina                | (4 x 400 m relleus)                                                       |
| Marion Jones          | Estats Units | Atletisme    | Esteroides                         | (100 m) (200 m) (4 x 400m relleus) (salt de llargada) (4 x 100 m relleus) |

#### Atenes 2004
| Nom                   | CON         | Esport       | Substància prohibida                      | Medalla                 |
| --------------------- | ----------- | ------------ | ----------------------------------------- | ----------------------- |
| Wafa Ammouri          | Marroc      | Halterofília | Esteroides anabolitzants                  |                         |
| Adrián Annus          | Hongria     | Atletisme    | Mostra falsificada                        | (Llançament de martell) |
| Andrew Brack          | Grècia      | Beisbol      | Stanozolol                                |                         |
| Viktor Chislean       | Moldàvia    | Halterofília | Esteroides anabolitzants                  |                         |
| Róbert Fazekas        | Hongria     | Atletisme    | Mostra perduda                            | (Llançament de disc)    |
| Mabel Fonseca         | Puerto Rico | Lluita       | Stanozolol                                |                         |
| Anton Galkin          | Rússia      | Atletisme    | Stanozolol                                |                         |
| Ferenc Gyurkovics     | Hongria     | Halterofília | Oxanfrolona                               | (105 kg)                |
| Zoltan Kecskes        | Hongria     | Halterofília | Esteroides anabolitzants                  |                         |
| Konstandinos Kenderis | Grècia      | Atletisme    | Mostra perduda                            |                         |
| Albina Khomic         | Rússia      | Halterofília | Testosterona                              |                         |
| Aye Khine Nan         | Myanmar     | Halterofília | Esteroides anabolitzants                  |                         |
| Irina Korzhanenko     | Rússia      | Atletisme    | Stanozolol                                | (Llançament de pes)     |
| Zoltan Kovacs         | Hongria     | Halterofília | Mostra perduda                            |                         |
| Pratima Na            | Índia       | Halterofília | Esteroides anabolitzants                  |                         |
| Aleksey Lesnichiy     | Belarús     | Atletisme    | Clembuterol                               |                         |
| David Munyasia        | Kenya       | Boxa         | Cathine                                   |                         |
| Derek Nicholson       | Grècia      | Beisbol      | Diürètic                                  |                         |
| Cian O'Connor         | Irlanda     | Hípica       | Neurolèptic (al cavall Waterford Crystal) | (Concurs de salts)      |
| Olena Olefirenko      | Ucraïna     | Rem          | Etamivan                                  | (4 sense timoner)       |
| Leonidas Sambanis     | Grècia      | Halterofília | Testosterona                              | (62 kg)                 |
| Thinbaijam Chanu      | Índia       | Halterofília | Furosemida                                |                         |
| Mital Sharipov        | Kirguizstan | Halterofília | Furosemida                                |                         |
| Olga Shchukina        | Uzbekistan  | Atletisme    | Clembuterol                               |                         |
| Sahbaz Sule           | Turquia     | Halterofília | Esteroides anabolitzants                  |                         |
| Ekaterini Thanou      | Grècia      | Atletisme    | Mostra perduda                            |                         |
| Ludger Beerbaum       | Alemanya    | Hípica       | Betametasona (al cavall Goldfever)        | (Salts per equips)      |

#### Pequín 2008
L'esperit de la "Tolerància zero pel dopatge" fou adoptat com a eslògan oficial pel Comitè Organitzador dels Jocs l'any 2008, realitzant-se uns 4.500 controls antidopatge al llarg dels Jocs.
| Nom                 | CON            | Esport       | Substància prohibida             | Medalla                              |
| ------------------- | -------------- | ------------ | -------------------------------- | ------------------------------------ |
| Maria Isabel Moreno | Espanya        | Ciclisme     | EPO                              |                                      |
| Kim Jong Su         | Corea del Nord | Tir          | Propranolol                      | (10 m pistola d'aire) (50 m pistola) |
| Do Thi Ngan Thuong  | Vietnam        | Gimnàstica   | Furosemida                       |                                      |
| Fani Halkia         | Grècia         | Atletisme    | Metribolona                      |                                      |
| Lyudmila Blonska    | Ucraïna        | Atletisme    | Metiltestosterona                | (Heptatló)                           |
| Igor Razoronov      | Ucraïna        | Halterofília | Nandrolona                       |                                      |
| Bernardo Alves      | Brasil         | Hípica       | Capsaïcina (al cavall Chupa Chu) |                                      |
| Rodrigo Pessoa      | Brasil         | Hípica       | Nonivamida (al cavall Rufus)     |                                      |
| Christian Ahlmann   | Alemanya       | Hípica       | Capsaïcina (al cavall Cöster)    |                                      |
| Denis Lynch         | Irlanda        | Hípica       | Capsaïcina (al cavall Lantinus)  |                                      |
| Tony André Hansen   | Noruega        | Hípica       | Capsaïcina (al cavall Camiro)    | (Salts per equips)                   |
| Courtney King       | Estats Units   | Hípica       | Felbinac (to horse Mythilus)     |                                      |
| Vadim Devyatovskiy  | Belarús        | Atletisme    | Testosterona                     | (Llançament de martell)              |
| Ivan Tsikhan        | Belarús        | Atletisme    | Testosterona                     | (Llançament de martell)              |
| Adam Seroczynski    | Polònia        | Piragüisme   | Clembuterol                      |                                      |

### Jocs Olímpics d'hivern

#### Grenoble 1968
No es detectaren casos de dopatge en aquests Jocs

#### Sapporo 1972
| Nom            | CON | Esport           | Substància prohibida | Medalla |
| -------------- | --- | ---------------- | -------------------- | ------- |
| Alois Scholder | RFA | Hoquei sobre gel | Efedrina             |         |

#### Innsbruck 1976
| Nom                | CON            | Esport           | Substància prohibida | Medalla |
| ------------------ | -------------- | ---------------- | -------------------- | ------- |
| Galina Kulakova    | Unió Soviètica | Esquí de fons    | Efedrina             | (5 km)  |
| Frantisek Pospisil | Txecoslovàquia | Hoquei sobre gel | Codeïna              |         |

#### Lake Placid 1980
No es detectaren casos de dopatge en aquests Jocs

#### Sarajevo 1984
| Nom              | CON      | Esport        | Substància prohibida | Medalla |
| ---------------- | -------- | ------------- | -------------------- | ------- |
| Batsukh Purevjal | Mongòlia | Esquí de fons | Anabolic steroid     |         |

#### Calgary 1988
| Nom                 | CON     | Esport           | Substància prohibida | Medalla |
| ------------------- | ------- | ---------------- | -------------------- | ------- |
| Jaroslaw Morawiecki | Polònia | Hoquei sobre gel | Testosterona         |         |

#### Albertville 1992
No es detectaren casos de dopatge en aquests Jocs

#### Lillehammer 1994
No es detectaren casos de dopatge en aquests Jocs

#### Nagano 1998
No es detectaren casos de dopatge en aquests Jocs

#### Salt Lake City 2002
| Nom              | CON        | Esport           | Substància prohibida | Medalla                                         |
| ---------------- | ---------- | ---------------- | -------------------- | ----------------------------------------------- |
| Alain Baxter     | Regne Unit | Esquí alpí       | Metamfetamina        | (Eslàlom)                                       |
| Olga Danílova    | Rússia     | Esquí de fons    | Darbepoetin          | (10 km persecució) (10 km)                      |
| Larissa Lazútina | Rússia     | Esquí de fons    | Darbepoetin          | (30 km) (10 km) (15 km estil lliure)            |
| Marc Meyer       | Àustria    | Esquí de fons    | Transfusió de sang   |                                                 |
| Johann Mühlegg   | Espanya    | Esquí alpí       | Darbepoetin          | (50 km) (30 km estil lliure) (20 km persecució) |
| Vasily Pankov    | Belarús    | Hoquei sobre gel | Nandrolona           |                                                 |
| Achim Walcher    | Àustria    | Esquí alpí       | Transfusió de sang   |                                                 |

#### Torí 2006
| Nom         | CON    | Esport | Substància prohibida | Medalla |
| ----------- | ------ | ------ | -------------------- | ------- |
| Olga Pyleva | Rússia | Biatló | Carphedon            | (15 km) |